# 德米特里·马努伊尔斯基
德米特里·扎哈罗维奇·马努伊尔斯基（1883年10月3日—1959年2月22日），苏联烏克蘭族党和国家领导人，共产国际活动家。曾任乌克兰共产党（布）中央第一书记，苏联驻联合国大使等职。

## 生平
- 1883年9月21日（格里历：10月3日）出生于沙俄沃利尼亚省克列梅涅茨地区斯维亚特斯村的一个东正教牧师家庭。
- 1903年-1906年，圣彼得堡大学学习。1904年加入俄国社会民主工党布尔什维克派。1905年革命中参与了七月的喀琅施塔得海军基地起义，失败后被捕入狱。
- 1906年被判流放雅库特，押解途中逃脱至基辅。
- 1907年-1911年，流亡法国，在巴黎索邦大学法学院学习。期间加入了亚历山大·亚历山德罗维奇·波格丹诺夫领导的极左翼派别“召回派”。
- 1912年-1913年，在圣彼得堡，莫斯科从事党的地下组织工作。
- 1913年-1917年5月，流亡法国，瑞士。
- 1917年5月返回俄罗斯。5月-11月，《前进报》主编，在布尔什维克内部挑战列宁的领导地位。8月以前属于“区联派”，后随区联派回归布尔什维克。
- 1917年11月-1918年4月，彼得格勒革命军事委员会成员。期间，1917年12月-1918年4月，苏俄食品人民委员部委员。1918年2月-4月，苏俄食品人民委员部副委员。
- 1918年-1919年2月，苏俄驻乌克兰外交使团工作，曾参加同乌克兰中央拉达的和平谈判。他被列宁派到哈尔科夫，任务是发动乌克兰农民抗击邓尼金白军的进攻。
- 1919年3月-5月，与伊涅萨·阿曼德率领苏俄红十字会赴法国访问，遭到逮捕、驱逐出境。
- 1919年7月-8月，基辅政治保卫委员会主席，《共产主义报》主编。
- 1919年9月-12月，红军第12军军需官。
- 1919年12月-1920年2月，全乌克兰革命委员会成员。期间，1919年12月，基辅省革命委员会主席。
- 1920年2月-1921年，乌克兰苏维埃社会主义共和国人民委员会副主席兼农业人民委员。期间参加在里加举行的波苏和平谈判。
- 1921年-1924年4月，哈尔科夫《共产党人报》编辑。期间，1921年12月-1923年4月，乌克兰共产党（布）中央第一书记。
- 1924年7月-1943年5月，共产国际中央执行委员会委员、主席团委员。

期间：
1926年12月-1928年7月，共产国际中央执行委员会书记处书记。

1928年9月-1931年4月，共产国际中央执行委员会候补书记处书记。

1931年4月-1943年5月，共产国际中央执行委员会书记处书记，联共（布）驻共产国际代表团团长。期间，1935年-1943年为共产国际中央执行委员会主席季米特洛夫的副手。
- 1943年7月-12月，俄罗斯社会保障协会主委员。
- 1944年1月-6月，联共（布）中央对外联络部副部长。
- 1944年7月-1953年10月，乌克兰苏维埃社会主义共和国人民委员会、部长会议副主席。期间，1944年7月-1952年10月兼任乌克兰苏维埃社会主义共和国外交人民委员、外交部长。1945年4月率领苏联乌克兰政府代表团赴旧金山出席联合国大会。1946年作为苏联代表团成员出席巴黎和会 (1946年)。1948年7月，联合国安理会轮值主席。1952年-1953年，乌克兰驻联合国大使。
- 1953年10月起退休，享受联邦养老金待遇。
- 1959年2月22日于基辅逝世，享年75岁。葬于基辅拜科夫公墓。

马努伊尔斯基是俄国社会民主工党（布）6大，俄共（布）10-13大，联共（布）14-18大，苏共19大代表，第13-18次代表会议代表；第11届中央候补委员，第12-18届中央委员；共产国际2-7大代表；第3-7届共产国际执行委员会委员；第1-3届苏联最高苏维埃联盟院代表，第2-3届乌克兰苏维埃社会主义共和国最高苏维埃代表。

## 荣誉
- 三次列宁勋章（1943,1948,1953）
- 红星勋章[3]

## 備註
1. ↑  俄語羅馬化：Dmitriy Zakharovich Manuilskiy
2. ↑  烏克蘭語羅馬化：Dmytro Zakharovych Manuilskyi，按烏克蘭語名譯德米特羅·馬努伊爾斯基